# Reserva Extrativista Arapixi
A Reserva Extrativista Arapixi é uma unidade de conservação federal do Brasil categorizada como reserva extrativista e criada por Decreto Presidencial em 21 de junho de 2005

numa área de 133.637 hectares no estado do Amazonas.